# Гунчанлин
Гунчанли́н (кит. упр. 弓长岭, пиньинь Gōngchánglǐng) — район городского подчинения городского округа Ляоян провинции Ляонин (КНР).

## Происхождение названия
Иероглиф «гун» означает «лук» (древнее стрелковое оружие), и имеет форму подобную изогнутому древку лука (弓). «Чанлин» переводится как «длинная горная цепь». Район назван в честь проходящего по его территории длинного отрога Маньчжуро-Корейских гор, который извивается туда и сюда подобно иероглифу «гун».

## История
Район был создан в 1984 году.

## Административное деление
Район Гунчанлин делится на 3 уличных комитета, 1 посёлок и 1 волость.

## Соседние административные единицы
Район Гунчанлин со всех сторон окружён уездом Ляоян, лишь на северо-востоке на небольшом участке граничит с городским уездом Дэнта.